# Skraggensköld
Skraggensköld är namnet på två nära besläktade utslocknade svenska adelsätter. De blev adlade 1652 respektive 1704 samt introducerade på Riddarhuset 1652 med nummer 552 respektive 1719 med nummer 1429.

## Historik
Den först adlade, Simon Olofsson Skragge, var son till en kyrkoherde i Värmland och student vid Uppsala universitet 1626. Han var sedan verksam inom statsförvaltningen i Sveriges östligaste delar, Nöteborgs län, Nyen och Ingermanland. Han adlades 1652 med namnet Skraggensköld och introducerades samma år på Riddarhuset med nummer 552. Han dog efter 1666 utan manliga arvingar och slöt därmed själv sin ätt på svärdssidan.
Hans brorson Lars Svensson Skragge (1644–1707) var verksam som kammarskrivare och kamrerare inom statsförvaltningen adlades 1704 med farbroderns namn och något förbättrade vapen. Ätten introducerades på Riddarhuset 1719 med sonen Claes Skraggensköld (omkring 1677–1729) son och fick då nummer 1429. Den utslocknade  på svärdssidan 1742 med en ogift son till Claes Skragensköld. En dotter till denne levde till 1809.
Enligt Riddarhusgenealogierna var Simon Olofsson Skragges farfar Simon Skragge stamfader också till adliga ätten Lagerborg samt till adliga och friherrliga ätterna Hermelin (nummer 1391 respektive 272). Även Samuel Skragge, adlad men inte introducerad Skraggenstierna, uppges härstamma från denne. Se vidare uppgifter om ofrälse släkten Skragge.